# هیوندای پورتر
هیوندای پورتر (انگلیسی: Hyundai Porter) خودروی محور عقب چهار چرخ متحرک است، که توسط شرکت هیوندای موتور، طراحی و تولید می‌شود. نسل نخست هیوندای پورتر در سال ۱۹۷۷ عرضه شد و تولید نسل سوم آن از سال ۲۰۰۴ تاکنون ادامه دارد.